# خورشیدگرفتگی ۱۶ مارس ۱۹۴۲

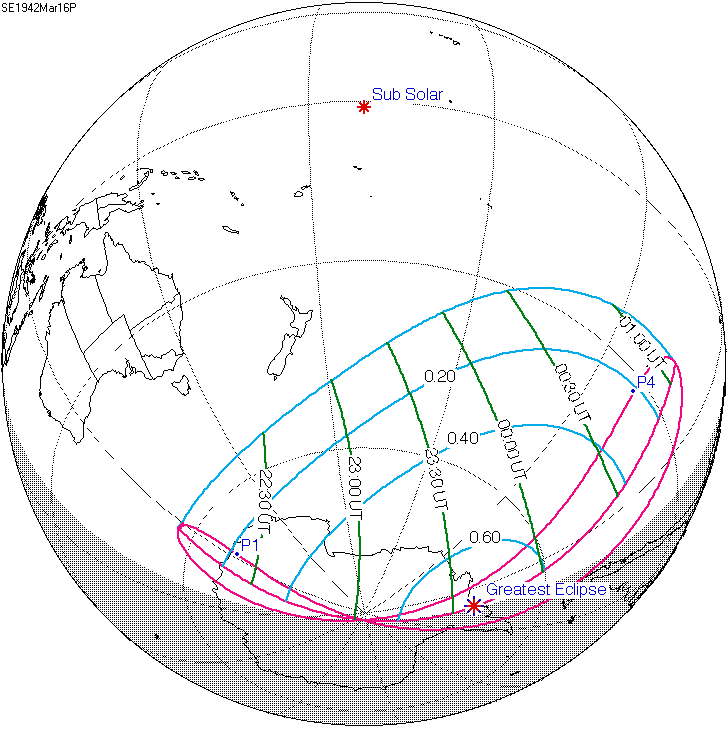
مناطق درگیر شده با خورشیدگرفتگی ۱۶ مارس ۱۹۴۲

خورشیدگرفتگی ۱۶ مارس ۱۹۴۲ (به انگلیسی: Solar eclipse of March 16, 1942) یک خورشیدگرفتگی از نوع خورشیدگرفتگی جزئی است. این خورشیدگرفتگی در تاریخ ۱۶ مارس ۱۹۴۲ میلادی (‎۲۵ اسفند ۱۳۲۰ خورشیدی) روی داد که زمان اوج آن، ساعت ۲۳:۳۷:۰۷ به‌وقت ساعت هماهنگ جهانی بوده‌است.